# Brouwerij Liefmans

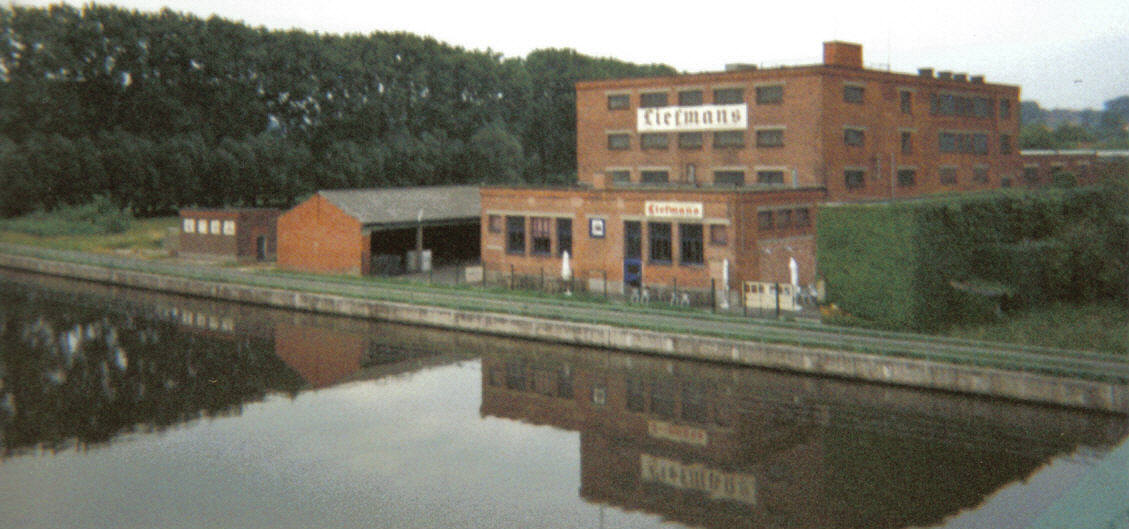
Brouwerij Liefmans aan de Schelde

Brouwerij Liefmans is een Belgische brouwerij, opgericht in 1679 door de familie Liefmans, lange tijd eigendom van de Brouwerij RIVA in Dentergem en thans onderdeel van Duvel Moortgat. Zij is gelegen in de Oost-Vlaamse stad Oudenaarde. Ze brouwen verschillende soorten Liefmans bier.

## Geschiedenis
De geschiedenis van de brouwerij gaat terug tot 1679, toen er reeds een vermelding was van een brouwerij in de Krekelput. Op het einde van de achttiende eeuw vestigt Jacobus Liefmans zich in Oudenaarde en geeft de brouwerij zijn naam. Vanaf 1927 bouwde Liefmans een nieuwe fabriek aan de Aalststraat in Edelare.
Al het oude brouwmateriaal zoals de kookketels, koelschepen en baudelotkoelers zijn nog in rood koper, wat typisch is voor Engelse brouwerijen.

## Overname
Sedert 1902 was de brouwerij geen eigendom van de familie Liefmans, maar van de familie Van Geluwe. In 1990 werd brouwerij Liefmans overgenomen door Brouwerij Riva uit Dentergem. In 2002 werd Riva op haar beurt overgenomen. De nieuwe overnemers besloten de hele brouwerij "Liefmans" te noemen in plaats van Riva.
In december 2007 verklaarde de rechtbank van koophandel te Kortrijk brouwerij Liefmans, met vestigingen in Oudenaarde en Dentergem, failliet.

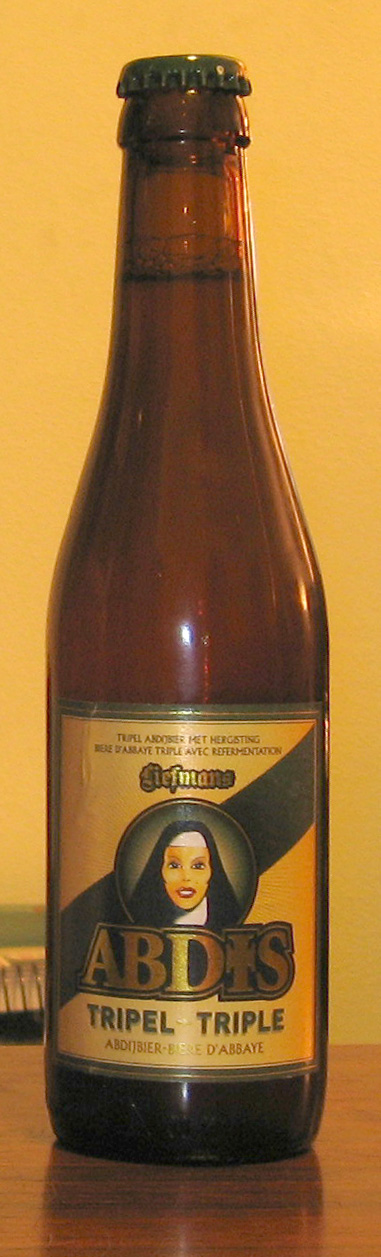
Liefmans Abdis, tripel

In juni 2008 volgde de verklaring dat de brouwerij door Duvel Moortgat uit Puurs werd overgenomen. De volledige transactie, met inbegrip van het onroerend goed, bedroeg € 4,5 miljoen.
In juli 2009 brengt Liefmans een nieuwigheid uit. Hun nieuwe fruitbier kan ook met ijsblokjes worden geserveerd.

## Bieren

### Huidig assortiment
- Liefmans Fruitesse
- Liefmans Cuvée Brut
- Liefmans Goudenband
- Liefmans Oud Bruin
- Liefmans Yell'oh on the rocks

### Assortiment tot 2007
- Hogegistingsbieren
  - Liefmans Oud Bruin
  - Jan van Gent
  - Liefmans Goudenband
  - Abdis blond
  - Abdis bruin
  - Abdis tripel

- Fruitbieren
  - Liefmans Kriekbier
  - Liefmans Framboise
  - Liefmans Pecheresse

- Witbier
  - Dentergemse Witbier